# Heinrich von Plonski
Heinrich Ludwig Franz von Plonski  (* 5. Dezember 1802 in Bernau; † 14. Januar 1880 in Coburg) war ein preußischer General der Infanterie.

## Leben
Plonski wurde am 9. Juli 1820 aus dem Kadettenkorps als Sekondeleutnant dem 19. Infanterie-Regiment der Preußischen Armee überwiesen. 1833 avancierte er zum Premierleutnant und war nach einer Kommandierung zur 10. Infanterie-Brigade in den Jahren 1838/39 als Lehrer an der Divisionsschule tätig. Ab November 1839 wieder im Truppendienst als Kompanieführer, wurde er 1841 Hauptmann und 1847 Major sowie Bataillonskommandeur im 13. Infanterie-Regiment. Im März 1848 erfolgte seine Versetzung zum 30. Landwehr-Regiment und im November 1848 zum 26. Infanterie-Regiment. Der erste Einsatz war 1848/49 im Feldzug in Baden und der Pfalz. 
Plonski wurde 1853 zum Oberstleutnant und 1855 zum Oberst befördert. Ab 1853 war er Kommandeur des 7. Grenadier-Regiments. 1854 wurde er Inspekteur der Jäger und Schützen im Generalstab und gleichzeitig Kommandeur des Garde-Jäger-Bataillons. Von diesem Kommando wurde er 1856 entbunden und stattdessen Kommandeur des Reitenden Feldjägerkorps. Am 22. Mai 1858 erhielt er die nächste Verwendung als Kommandeur der 16. Infanterie-Brigade, nur zwölf Tage später wurde er erneut versetzt, diesmal zur 4. Garde-Infanterie-Brigade. In dieser Position wurde er im November 1858 Generalmajor. Im Januar 1861 wurde er Kommandeur der 12. Division und im gleichen Monat Generalleutnant. Im Mai 1864 erfolgte die Versetzung zur 2. Garde-Division. 
1864 nahm er am Krieg gegen Dänemark teil und kommandierte zuletzt die für diesen Krieg zusammengestellte kombinierte Garde-Division. Zwei Jahre später befehligte er seine Division im Krieg gegen Österreich. Am 30. Oktober 1866 wurde er Kommandierender General des in Hessen neu aufgestellten XI. Armee-Korps und in dieser Stellung am 22. März 1868 zum General der Infanterie befördert. Mit Ausbruch des Krieges von 1870 gab er dieses Kommando an Julius von Bose ab, blieb aber bis zum 8. Januar 1871 Kommandierender General des Stellvertretenden Generalkommandos, da von Bose ab dem 6. August 1870 verwundet ausgefallen war. Unter Verleihung des Großkreuzes des Roten Adlerordens mit Eichenlaub und Schwertern am Ring wurde er am 23. März 1871 nach dem Krieg zur Disposition gestellt.

## Auszeichnungen
Plonski war seit 23. August 1869 Chef des 2. Pommerschen Infanterie-Regiments Nr. 19. Außerdem erhielt er für seine Leistungen u. a. folgende Orden und Ehrenzeichen:
- Preußisches Dienstauszeichnungskreuz
- Ehrenkreuz III. Klasse des Fürstlichen Hausordens von Hohenzollern
- Komtur II. Klasse des Ordens vom Zähringer Löwen
- Russischer Orden der Heiligen Anna I. Klasse am 11. Juni 1864
- Großkreuz des Herzoglich Sachsen-Ernestinischen Hausordens am 10. September 1868
- Großkreuz des Hessischen Ludewigsordens am 9. Juli 1870